# Füzér Anni
Füzér Anni (Bánréve, 1971. február 15. –) Jászai Mari-díjas magyar díszlet- és jelmeztervező.

## Életpályája
1971-ben született Bánrévén. A Magyar Képzőművészeti Főiskola díszlet- és jelmeztervező szakán diplomázott. Mestererei voltak: Vágó Nelly és Székely László. Diplomaszerzése óta szabadúszó művész. Munkásságát 2006-ban Jászai Mari-díjjal ismerték el.

## Fontosabb színházi munkái
- Anders Thomas Jensen: ÁDÁM ALMÁI (jelmeztervező, díszlettervező) - 2019/2020
- Lehár Ferenc: LUXEMBURG GRÓFJA (jelmeztervező) - 2019/2020
- G. Puccini: MANON LESCAUT (jelmeztervező) - 2018/2019
- Fejes Endre - Tasnádi István: ROZSDATEMETŐ 2.0 (jelmeztervező) - 2018/2019
- G. A. Rossini: OLASZ NŐ ALGÍRBAN (jelmeztervező) - 2017/2018
- Lucy Kirkwood: MUNKAVÉGZÉS SORÁN NEM BIZTONSÁGOS (jelmeztervező) - 2017/2018
- William Shakespeare: LÓVÁTETT LOVAGOK (jelmeztervező) - 2017/2018
- Kálmán Imre - Julius Brammer - Alfred Grünwald: MARICA GRÓFNŐ (jelmeztervező) - 2017/2018
- Frances Ya-Chu Cowhig: A TÖKÉLETES BOLDOGSÁG VILÁGA (jelmeztervező) - 2016/2017
- Duncan Mcmillan: LÉLEGEZZ (jelmeztervező, díszlettervező) - 2016/2017
- Eric Assous: MESTERHÁRMAS (jelmeztervező) - 2016/2017
- Örkény István: MACSKAJÁTÉK (jelmeztervező) - 2016/2017
- Joe DiPietro: ÜGYES KIS HAZUGSÁGOK (jelmeztervező) - 2016/2017
- Richard Wagner: A BOLYGÓ HOLLANDI (jelmeztervező) - 2015/2016
- Lévay Sylvester - Michael Kunze: MARIE ANTOINETTE (jelmeztervező) - 2015/2016
- Charles Strouse - David Rogers: VIRÁGOT ALGERNONNAK (jelmeztervező) - 2015/2016
- Borbély Szilárd: OLASZLISZKA (jelmeztervező) - 2015/2016
- William Shakespeare: TÉVEDÉSEK VÍGJÁTÉKA (jelmeztervező) - 2014/2015
- Wolfgang Amadeus Mozart - Lorenzo da Ponte - Pierre Augustin Caron de Beaumarchais: FIGARO HÁZASSÁGA (jelmeztervező) - 2014/2015
- Ferruccio Busoni: DOKTOR FAUST (jelmeztervező) - 2014/2015
- Anton Pavlovics Csehov: HÁROM NŐVÉR (jelmeztervező, díszlettervező, jelmeztervező, díszlettervező) - 2014/2015
- Eugene O'Neill: HOSSZÚ ÚT AZ ÉJSZAKÁBA (jelmeztervező) - 2014/2015
- Spiró György: AZ IMPOSZTOR (jelmeztervező) - 2014/2015
- Joël Pommerat: A KÉT KOREA ÚJRAEGYESÍTÉSE (jelmeztervező) - 2014/2015
- David Eldridge: AZ ÜNNEP (díszlettervező) - 2014/2015
- Török Sándor: EZ AZ ENYÉM! (díszlettervező) - 2013/2014
- Szép Ernő: VŐLEGÉNY (díszlettervező, jelmeztervező) - 2013/2014
- Wolfgang Amadeus Mozart: DON GIOVANNI (jelmeztervező) - 2013/2014
- Klaus Mann: MEPHISTO (jelmeztervező) - 2013/2014
- Tamási Áron: ÉNEKES MADÁR (látvány) - 2013/2014
- Presser Gábor - Adamis Anna: POPFESZTIVÁL 40 (díszlettervező, jelmeztervező) - 2013/2014
- Klaus Mann: MEPHISTO (jelmeztervező) - 2012/2013
- Heinrich von Kleist: AZ ELTÖRT KORSÓ (látvány) - 2012/2013
- Ödön von Horváth: VASÁRNAP 16:48 (látvány) - 2012/2013
- Szirmai Albert - Bakonyi Károly - Gábor Andor: MÁGNÁS MISKA (jelmeztervező) - 2011/2012
- John Osborne: HAZAFIT NEKÜNK! (jelmeztervező) - 2011/2012
- Horace McCoy: A LOVAKAT LELÖVIK, UGYE? (díszlettervező) - 2011/2012
- Örkény István: KULCSKERESŐK (látvány) - 2011/2012
- Simon Stephens: PUNK ROCK (díszlettervező) - 2011/2012
- Tadeusz Slobodzianek: A MI OSZTÁLYUNK (jelmeztervező) - 2011/2012
- Torsten Buchsteiner: NORDOST (díszlettervező, jelmeztervező) - 2010/2011
- Molnár Ferenc: OLYMPIA (jelmeztervező) - 2010/2011
- Weöres Sándor: PSYCHÉ (látvány) - 2010/2011
- Bíró Kriszta: NŐNYUGAT (jelmeztervező, díszlettervező) - 2010/2011
- Csiky Gergely: PROLIK (INGYENÉLŐK) (jelmeztervező) - 2010/2011
- Grecsó Krisztián - Tersánszky Józsi Jenő: CIGÁNYOK (jelmeztervező) - 2010/2011
- William Shakespeare: AHOGY TETSZIK (jelmeztervező) - 2009/2010
- Sheldon Harnick - Jerry Bock - Joseph Stein: HEGEDŰS A HÁZTETŐN (jelmeztervező) - 2009/2010
- Weöres Sándor: A KÉTFEJŰ FENEVAD (jelmeztervező) - 2009/2010
- Thornton Wilder: HÁT AKKOR ITT FOGUNK ÉLNI (látvány) - 2009/2010
- Molnár Ferenc: EGY, KETTŐ, HÁROM (jelmeztervező) - 2009/2010
- Molnár Ferenc: AZ IBOLYA (jelmeztervező) - 2009/2010
- Bernard Shaw: A HŐS ÉS A CSOKOLÁDÉKATONA (jelmeztervező) - 2008/2009
- Bertolt Brecht: A SZECSUÁNI JÓ EMBER (díszlettervező) - 2008/2009
- Carlo Goldoni: CHIOGGIAI CSETEPATÉ (jelmeztervező, díszlettervező) - 2008/2009
- Ödön von Horváth: KASIMIR ÉS KAROLINE (látvány) - 2008/2009
- Biljana Srbljanović: SÁSKÁK (jelmeztervező) - 2007/2008
- Varró Dániel - Hamvai Kornél - Rejtő Jenő - Darvas Benedek: VESZTEGZÁR A GRAND HOTELBAN (jelmeztervező) - 2007/2008
- Frank Wedekind: LULU (díszlettervező, jelmeztervező) - 2007/2008
- Eduardo de Filippo: NÁPOLYI KÍSÉRTETEK (díszlettervező, jelmeztervező) - 2007/2008
- Lehár Ferenc: A VÍG ÖZVEGY (jelmeztervező) - 2007/2008
- Anton Pavlovics Csehov: APÁTLANUL (jelmeztervező) - 2006/2007
- Heinrich von Kleist: AMPHITRYON (díszlettervező, jelmeztervező) - 2006/2007
- Gabriel García Márquez: SZÁZ ÉV MAGÁNY (díszlettervező, jelmeztervező) - 2006/2007
- Marius von Mayenburg: HAARMANN (jelmeztervező, díszlettervező) - 2005/2006
- Jávori Ferenc Fegya - Miklós Tibor: MENYASSZONYTÁNC (jelmeztervező) - 2005/2006
- Alan Benett: BESZÉLŐ FEJEK (díszlettervező, jelmeztervező) - 2005/2006
- Szép Ernő: LILA ÁKÁC (díszlettervező, jelmeztervező) - 2005/2006
- Carlo Gozzi: TURANDOT (jelmeztervező, díszlettervező) - 2005/2006
- Molnár Ferenc: AZ ÜVEGCIPŐ (díszlettervező) - 2005/2006
- Vaszilij Szigarjev: PLASZTILIN (jelmeztervező, díszlettervező) - 2004/2005
- Luigi Pirandello: IV. HENRIK (díszlettervező, jelmeztervező) - 2004/2005
- Szép Ernő: VŐLEGÉNY (jelmeztervező) - 2004/2005
- Neil LaBute: A MODELL (díszlettervező) - 2004/2005
- Füst Milán: BOLDOGTALANOK (díszlettervező, jelmeztervező) - 2004/2005
- Yasmina Reza: EGY ÉLET HÁROMSZOR (díszlettervező, jelmeztervező) - 2004/2005
- Arnold Wesker: A KONYHA (díszlettervező) - 2004/2005
- Anton Pavlovics Csehov: SIRÁLY (jelmeztervező, díszlettervező) - 2004/2005
- Jean Anouilh: COLOMBE (jelmeztervező) - 2003/2004
- Jean Cocteau: A KÉTFEJŰ SAS (díszlettervező) - 2003/2004
- Kacsóh Pongrác - Bakonyi Károly - Heltai Jenő: JÁNOS VITÉZ (díszlettervező, jelmeztervező) - 2003/2004
- Dosztojevszkij: FEHÉR ÉJSZAKÁK (díszlettervező, jelmeztervező) - 2003/2004
- Kosztolányi Dezső: ÉDES ANNA (díszlettervező) - 2003/2004
- Kárpáti Péter: A NEGYEDIK KAPU (jelmeztervező, díszlettervező) - 2002/2003
- Parti Nagy Lajos - Jevgenyij Svarc: A SÁRKÁNY (jelmeztervező, díszlettervező) - 2002/2003
- Dosztojevszkij: AZ IDIÓTA (jelmeztervező) - 2002/2003
- Allan Livier: POKOL (díszlettervező, jelmeztervező) - 2002/2003
- Carlo Goldoni: A KÁVÉHÁZ (jelmeztervező) - 2001/2002
- Arthur Schnitzler: TÁVOLI VIDÉK (jelmeztervező) - 2001/2002
- Howard Barker: JELENETEK EGY KIVÉGZÉSBŐL (díszlettervező, jelmeztervező) - 2001/2002
- Kárpáti Péter: PÁJINKÁS JÁNOS (jelmeztervező, díszlettervező) - 2001/2002
- Eugene O'Neill: PÁRBAJHŐS (díszlettervező) - 2001/2002
- Molière: A MIZANTRÓP (jelmeztervező) - 2000/2001
- Arthur Miller: AZ ÜGYNÖK HALÁLA (díszlettervező) - 2000/2001
- Johann Nepomuk Nestroy: A TALIZMÁN (jelmeztervező) - 1999/2000
- Federico García Lorca: BERNARDA ALBA HÁZA (díszlettervező) - 1999/2000
- Molnár Ferenc: JÁTÉK A KASTÉLYBAN (jelmeztervező) - 1999/2000
- Tennessee Williams: MACSKA A FORRÓ TETŐN (díszlettervező, jelmeztervező) - 1999/2000
- Lőrinczy Attila - William Shakespeare: SZERELEM, VAGY AMIT AKARTOK (díszlettervező) - 1998/1999
- Lőrinczy Attila: SZERELEM (díszlettervező) - 1998/1999
- Lőrinczy Attila: BALTA A FEJBE (jelmeztervező) - 1998/1999
- Gábor Andor: MIT ÜLTÖK A KÁVÉHÁZBAN? (jelmeztervező) - 1996/1997

## Díjai és kitüntetései
- Jászai Mari-díj (2006)[5]
- Vágó Nelly-emlékérem (2009)[5]